# Dry River (King River)
Der Dry River ist ein Fluss im Norden des australischen Territoriums Northern Territory.

## Geografie

### Flusslauf
Der Fluss entspringt südlich von Dillinya in der gleichnamigen Aboriginal Reserve, östlich des Buntine Highways und fließt nach Norden. Er passiert die Siedlungen Dry River (westlich des Flusses) und Old Dry River (östlich des Flusses) und fließt nach Nordosten bis zu seiner Mündung in den King River, ca. 18 km östlich des Butchers Hill und ca. 50 km südlich von Katherine.

### Nebenflüsse mit Mündungshöhen
- Forrest Creek – 192 m[1]